# Moggar
Moggar é uma vila na comuna de Sidi Slimane, no distrito de Mégarine, província de Ouargla, Argélia. A vila está localizada 3 quilômetros (1,9 milhas) ao sudoeste de Sidi Slimane e 18 quilômetros (11 milhas) ao norte de Touggourt.